# Třída (programování)
Třída je základní konstrukční prvek objektově orientovaného programování sloužící jako předpis pro vznik objektu jako instance třídy. Může odpovídat pojmům z reálného světa, tj. v informačním systému realizovaném programem psaném v objektově orientovaném jazyce mohou existovat třídy Zákazník, Objednávka, Faktura apod. Třída definuje vlastnosti (atributy) a metody (též funkce) objektů, které při běhu programu vzniknou (též instancí). Hodnoty vlastností (atributů) se mohou u jednotlivých instancí objektů odlišovat (každá instance Objednávky může mít jinou celkovou cenu), na každém objektu (vzniklém z jedné třídy) můžeme zavolat (použít) shodnou sadu metod.
UML zavádí dva typy vztahů mezi třídami – asociaci a generalizaci.
- asociace vyjadřuje budoucí vztahy mezi instancemi, které ze tříd (spojených asociací) vzniknou
- generalizace (též dědičnost) vyjadřuje vztah mezi třídami, který se při běhu programu projeví v okamžiku instancializace (vzniku objektu)

## Abstraktní třída
Abstraktní třída neumožňuje vytvářet objekty (instance). Slouží jako předpis (metod a atributů) pro další (konkrétní) třídy odvozené pomocí dědičnosti. Metody abstraktní třídy mohou být
- implementované, tj. ve třídě potomka budou přímo použitelné díky dědičnosti;
- neimplementované, předepisující pouze hlavičky (název, argumenty a návratové typy), jejichž implementace je vyžadována ve třídě potomka.

Lze tedy říci, že se jedná o šablonu pro vytváření specifické skupiny tříd.

## Příklad třídy v jazyce Java
```
public
 
class
 
Clovek
 
{

    
/*atributy jméno a věk*/

    
private
 
String
 
jmeno
;

    
private
 
int
 
vek
;

    

    
/*konstruktor - při instancializaci, tj. vzniku objektu, musí být zadány hodnoty atributů jméno a věk*/

    
public
 
Clovek
(
String
 
jmeno
,
 
int
 
vek
)
 
{

        
this
.
jmeno
 
=
 
jmeno
;

        
this
.
vek
 
=
 
vek
;

    
}

    

    
/*funkce resp. metody, které bude možné na instanci - objektu - použít (zavolat)*/

    
public
 
String
 
getJmeno
()
 
{

        
return
 
jmeno
;

    
}

    

    
public
 
int
 
getVek
()
 
{

        
return
 
vek
;

    
}

    

    
public
 
void
 
udelejUkoly
()
 
{

        
...

    
}

    

    
public
 
void
 
zavriOkno
()
 
{

        
...

    
}

}

```